# Háblame de amor
Háblame de amor es una telenovela mexicana de TV Azteca, producida por Luis Vélez y Rossana Arau. Las grabaciones de la telenovela comenzaron el 7 de junio de 1999, en la Ciudad de México y finalizaron el 3 de diciembre de 1999. La producción se divide en dos etapas.
La primera etapa es protagonizada por Danna García y Bruno Bichir, con las participaciones antagónicas de José Alonso, Alma Delfina y Patricia Pereyra y con las actuaciones estelares de Julieta Egurrola, Leonardo Daniel, Mayra Rojas y Aylín Mújica.
La segunda etapa es protagonizada por Danna García y Mauricio Ochmann, además de las participaciones antagónicas de Alma Delfina, Patricia Pereyra, Carlos Torres Torrija y Fernando del Solar y con las actuaciones estelares de José Alonso, Leonardo Daniel, Mayra Rojas y Aylín Mújica.

## Argumento
La trama de esta telenovela se divide en dos partes. En la primera parte, se presenta la historia de amor de Julia Toledo y Esteban Ortega. Los dos se aman profundamente, pero tienen numerosos enemigos que quieren separarlos. 
Rodrigo y Daniela, el hermano y la cuñada de Julia, son asesinados, por lo que ella se ve obligada hacerse cargo de Max, su sobrino, que fue testigo de la muerte de sus padres y ha perdido el habla. A pesar de todos los obstáculos de su relación, Julia y Esteban tienen una hija, Jimena; finalmente, consiguen casarse, pero cuando parece que por fin pueden disfrutar de su amor, Julia y Esteban mueren en un accidente de aviación.
La segunda parte de la trama está protagonizada por Jimena y Max, ya adultos. Max, que sigue sin poder hablar, se enamora de Jimena y se ve incapaz de expresar sus sentimientos; a su vez, Jimena también lo ama a él, pero ambos parecen condenados a sufrir por su amor tanto como Julia y Esteban.

## Reparto

### Primera etapa
- Danna Garcia - Julia Toledo Köhler de Ortega
- Bruno Bichir - Esteban Ortega Mendoza
- José Alonso - Guillermo Toledo Valerugo
- Julieta Egurrola - Dulce Laura Köhler de Toledo
- Patricia Pereyra - Norma Toledo Köhler
- Fabián Corres - Rodrigo Toledo Köhler
- Ximena Rubio - Daniela Oviedo de Toledo
- Alma Delfina - Adriana Campos-Negrete Vda. de Ortega
- Aylín Mújica - Lucía
- Leonardo Daniel - Armando Aguilar
- Mayra Rojas - Lourdes Andrade
- Fernando Becerril - Alonso
- Carmen Delgado - Esther
- Gabriel Galván - Juan Manuel
- Antonio Muñiz - Víctor
- René Gatica - Sergio
- Óscar Flores - Nazi
- Silverio Palacios - Pitufo
- Ana Laura Espinoza - Karina
- América Gabriel - Adela
- Jorge Levy - Dr. Mendoza
- Alejandro Ciangherotti II - Pedro Andrade
- Ruben Delgadillo - Maximiliano "Max" Toledo
- Mishelle Garfías - Sandra Toledo Andrade
- Camilo Beristáin - Carlos Toledo Andrade
- Alexis Rodríguez - Leo Aguilar

### Segunda Etapa
- Danna Garcia - Jimena Ortega Toledo
- Mauricio Ochmann - Maximiliano "Max" Toledo
- José Alonso - Guillermo Toledo
- Patricia Pereyra - Norma Toledo
- Alma Delfina - Adriana Campos-Negrete
- Úrsula Pruneda - Sandra Toledo Andrade
- Fabián Corres - Carlos Toledo Andrade
- Aylín Mújica - Lucía
- Leonardo Daniel - Armando Aguilar
- Mark Tacher - Leo Aguilar
- Mayra Rojas - Lourdes Andrade
- Miguel Couturier - Horacio
- Óscar Flores - Nazi
- Silverio Palacios - Pitufo
- Fernando del Solar - El Suavecito
- José Carlos Rodríguez - Gumaro
- Ana Karina Guevara - Lilia
- Carlos Torres Torrija - Álvaro
- José Ángel Llamas - Raúl Antonio Xicoténcatl
- Alejandro Gaytán - Juan Antonio
- Elisa Reverter - Rossana
- Flor Payán - Regina
- Concepción Márquez - Aurora

## Versiones
- Amor en silencio, historia original de Liliana Abud y Eric Vonn, producida por Carla Estrada para Televisa en 1988 y protagonizada por Erika Buenfil y Arturo Peniche en la primera parte, y Erika Buenfil y Omar Fierro en la segunda, con las participaciones antagónicas de Margarita Sanz, Elvira Monsell y el primer actor Joaquín Cordero.
- A que no me dejas, version y libretos de Martha Carrillo y Cristina García, producida por Carlos Moreno Laguillo para Televisa entre 2015 y 2016, La primera temporada de la trama contó con las actuaciones protagónicas de Camila Sodi y Osvaldo Benavides; con las actuaciones antagónicas de Arturo Peniche, Alejandra Barros y Laura Carmine. La segunda temporada de la telenovela está protagonizada por Camila Sodi e Ignacio Casano, con las actuaciones antagónicas de Alejandra Barros, Laura Carmine y Brandon Peniche.